# Rajnochovice

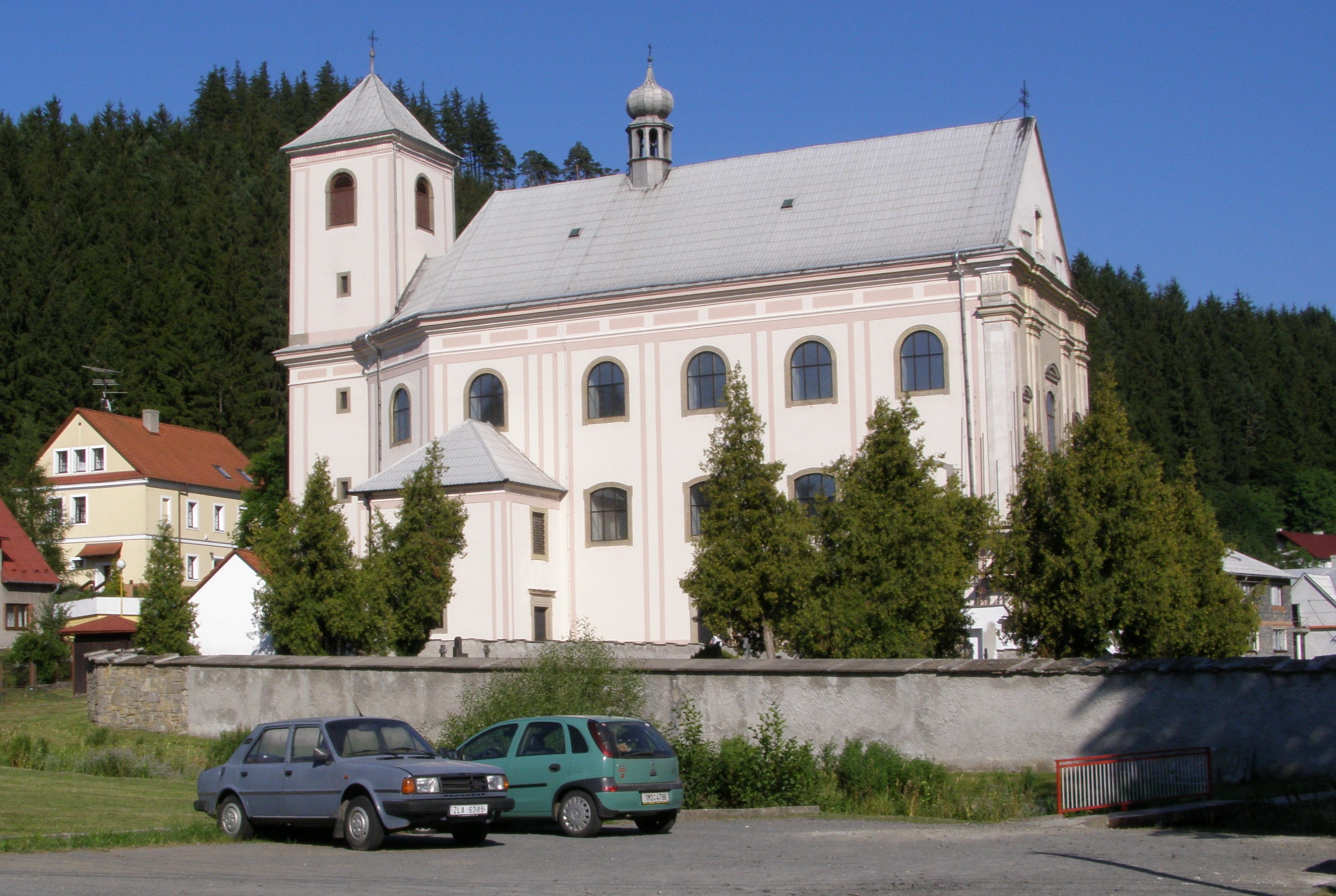
Pfarrkirche Maria Wiegenfest und St. Anna

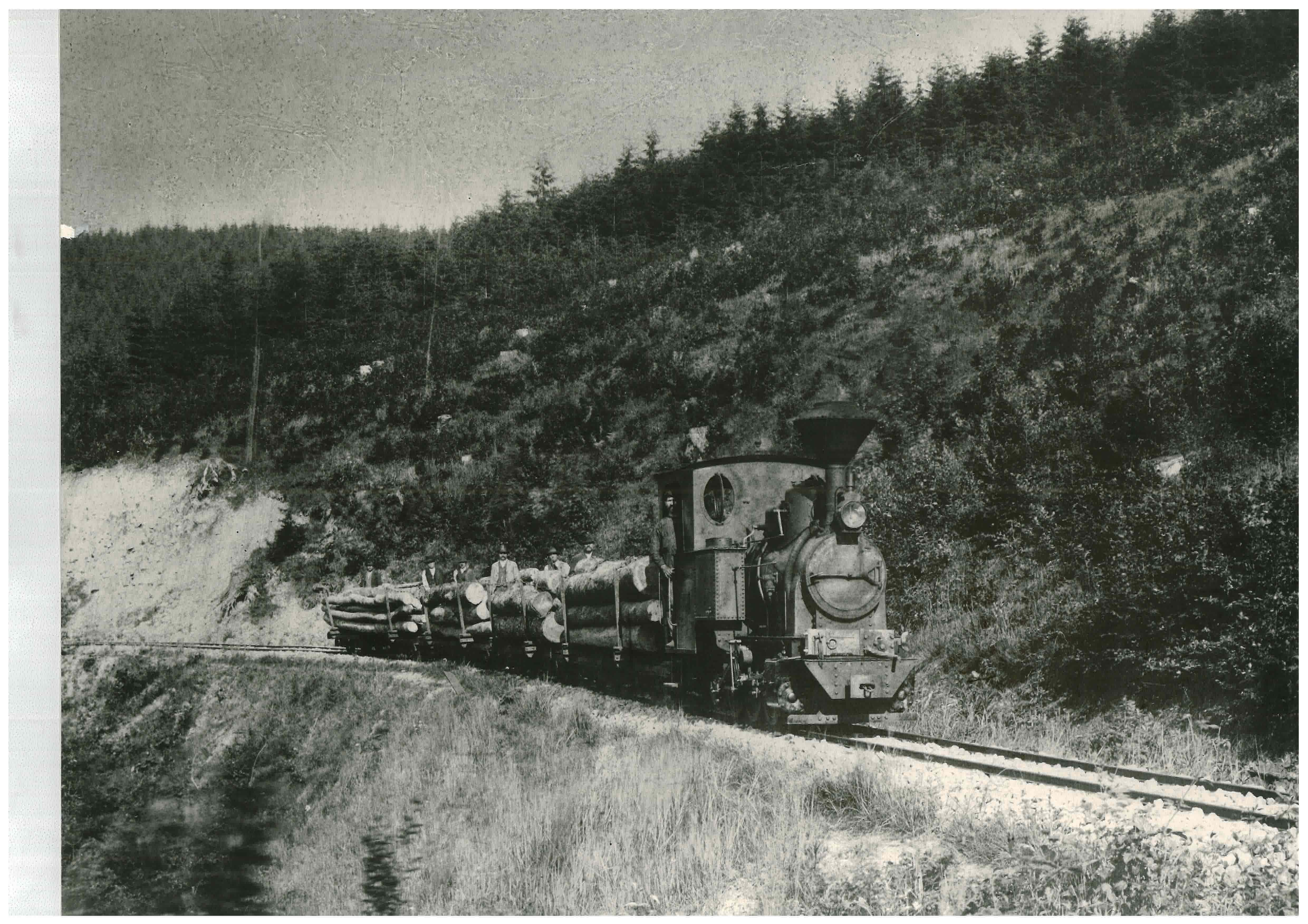
Probefahrt der Waldeisenbahn

Rajnochovice (deutsch Rainochowitz) ist eine Gemeinde in Tschechien. Sie liegt elf Kilometer östlich von Bystřice pod Hostýnem bzw. 13 Kilometer südwestlich von Valašské Meziříčí und gehört zum Okres Kroměříž.

## Geographie
Rajnochovice befindet sich im Norden der Hosteiner Berge im Naturpark Hostýnské vrchy. Der Kernort erstreckt sich im Tal des Baches Hrabovský potok bis zu dessen Einmündung in die Juhyně. Nördlich erheben sich die Kunovická Hůrka (587 m) und der Hradiště (604 m), im Nordosten der Čertův kámen (612 m), östlich der Klínec (667 m) und Háje (665 m), im Südosten die Ojičná (648 m), der Čečetkov (687 m) und die Velká Příčnice (670 m), südlich der Bludný (659 m) und die Maruška (664 m), im Südwesten die Kuželka (555 m), Sochová (741 m) und Čerňava (844 m) sowie westlich die Černá bařina (653 m), der Kelčský Javorník (865 m) und die Bašta (617 m). Das Kataster von Rajnochovice umfasst große Teile der Wälder der Hosteiner Berge und ist eines der größten im Okres Kroměříž. Die drei Kilometer nordwestlich des Dorfes an der Bahnstrecke Hulín – Valašské Meziříčí auf freiem Feld befindliche Bahnstation Rajnochovice gehört jedoch zum Kataster von Podhradní Lhota.
Nachbarorte sind Polomsko, Kunovice und Loučka im Norden, Lázy im Nordosten, Mikulůvka im Osten, Kamasi, Na Vrátném und Kateřinice im Südosten, Paseky im Süden, Rosošné im Südwesten, Loukov im Westen sowie Příkazy, Juhyně und Podhradní Lhota im Nordwesten.

## Geschichte
Die erste schriftliche Erwähnung des Dorfes Polom erfolgte 1272 als Teil der Burgherrschaft Schauenburg. Es befand sich auf den Fluren der heutigen Einschicht Polomsko und erlosch später wieder. Weitere, später wieder erloschene Ansiedlungen auf dem Gemeindegebiet waren Hodonovice, Černá Ves und das Städtchen Košov.
Zu Beginn des 18. Jahrhunderts erfolgte die Besiedlung der Wälder des oberen Juhynětales durch Pasekaren, dabei entstand die Ansiedlung Zálhotí. Am 8. Mai 1721 gründete Kardinal Wolfgang Hannibal von Schrattenbach an der Stelle eines bischöflichen Eisenhammers das Dorf Rainochowitz. Er benannte es nach dem Senner Nikolaus Rainoch (Mikuláš Rajnoch), der hier 1644 geboren wurde. Zwischen 1716 und 1738 ließ Kardinal Schrattenbach zudem am Fuße des Klínec an der Quelle der hl. Anna neben einem alten Holzkirchlein die Kirche Maria Wiegenfest und St. Anna als Pfarrkirche von Podhradní Lhota erbauen und die Ansiedlung aus der Pfarre Kelč ausgliedern. Im Jahre 1798 wurde das Dorf als Reinochowitz bzw. Ragnochowitz bezeichnet. 1810 entstand in Rainochowitz eine Keramikmanufaktur. Bis zur Mitte des 19. Jahrhunderts blieb der Ort immer nach Kelč untertänig.
Nach der Aufhebung der Patrimonialherrschaften bildete Rainochwitz ab 1850 eine Gemeinde in der Bezirkshauptmannschaft Holleschau und dem Gerichtsbezirk Bistritz. Seit 1872 gebrauchte die Gemeinde den amtlichen Namen Rainochovice und seit 1881 Rajnochovice. Die Keramikmanufaktur erlangte in den 80 Jahren ihres Bestehens internationale Bedeutung. 1890 wurde sie geschlossen. Im Jahre 1893 entstand anstelle einer alten Brettmühle ein Sägewerk. Von 1906 bis 1921 war eine, auf Initiative des Olmützer Erzbischofs Theodor Kohn errichtete, Schmalspurbahn mit einer Spurweite von 700 mm zum Transport von Rundhölzern für das Sägewerk in Betrieb. Das Sägewerk wurde 1948 modernisiert und am Bach Rozsošný potok unterhalb der Fons-Theodoridue-Quelle der Stausee Klauza angelegt. 1960 wurde Rajnochovice in den Okres Kroměříž eingegliedert. Die Pfarre Podhradní Lhota erhielt 1974 nach der tatsächlichen Lage ihres Pfarrsitzes den neuen Namen Pfarre Rajnochovice. Rajnochovice ist heute ein Erholungsort, in der Gemeinde gibt es über 550 Ferienhäuser. In den Sommermonaten leben in dem Dorf über 1500 Menschen. Das Bistum Olmütz betreibt in Rajnochovice das Jugendzentrum Přístav.

## Ortsgliederung
Für die Gemeinde Rajnochovice sind keine Ortsteile ausgewiesen. Zu Rajnochovice gehören die Ansiedlungen Košovy I, Košovy II, Kotáry, Paseky, Polomsko, Rosošné und Vičanov sowie die Einschichten Bernádka, Pod Sochovou, Rákošnice, Soutěska, Tesák und Uhliska.

## Sehenswürdigkeiten
- Pfarrkirche Maria Wiegenfest und St. Anna, erbaut zwischen 1716 und 1738 als Pfarrkirche von Podhradní Lhota
- Kapelle in Rosošné
- Burgstall Šaumburk und Reste der Burg Nový Šaumburk, nordwestlich des Dorfes auf der Bašta
- Naturschutzgebiet Sochová, am gleichnamigen Berg
- Naturschutzgebiet Tesák, in den Wäldern nordöstlich von Tesák
- Naturschutzgebiet Bernádka, nördlich der gleichnamigen Ansiedlung
- Naturschutzgebiet Vřesoviště Bílová, Moor am Osthang des Klínec
- Naturschutzgebiet Čerňava, am Osthang des gleichnamigen Berges
- Naturdenkmal Skalka-Polomsko, Trockenhang auf einer Lichtung, nördlich des Ortes
- Schwemmkanal an der Juhyně
- sieben Quellen
- Nachbau der Rajnochovicer Waldeisenbahn (Rajnochovická lesní železnice) und Museum, seit 2007